# 自動処理
株式会社自動処理（英: automation co., ltd）は、東京都中央区に本社を置く、中央官庁を中心に受託開発を行っている独立系システムエンジニアリング企業である。
国内のオープンガバメント、オープンデータ政策には日本政府の政策実施初期から携わり、アイデアボックスによる政府による意見募集の協力を10年に渡り行っている。
主にITを使った政府や自治体内での情報公開や、民間企業において公開された情報の利活用やビジネス化に関する支援、データ連携やAPI構築におけるシステムアーキテクチャの提案やコンサルティング等の事業を行っている。

## 概要
2010年（平成22年）に設立。中央官庁、大学、大手民間企業を中心にシステムコンサルティング、受託開発、システム管理運用を行っている企業である。
社名・ロゴの由来は日本が誇る機械製造業のようなシステム開発会社にしたいという創業者の思いから。
代表の高木祐介はITを利用して地域課題の解決を目指す団体であるCode For Japanの副会長を、オープンソースソフトウェアの普及とビジネス活用の推進を行う団体であるオープンビジネスソフトウェア協会の副会長、オープンデータを国内で進める団体であるオープン・ナレッジ・ファウンデーション・ジャパンのメンバーを務め、2016年8月よりミーカンパニー株式会社に最高データ責任者として参加している。
国内においてオープンガバメント・オープンデータ政策に2010年から携っており、オープンガバメント政策である「透明原則（transparency）」「参加原則（participation）」「官官・官民の連携原則（collaboration）」の専門的なコンサルティングを行っている数少ない民間事業者である。
2010年には国民参加の政治を実現するためのシステムであるアイデアボックスを開発し、国民参加の政治を実現するための社会実現のため国民が討論しながら政策提案できる仕組みを開発・サービス提供を行っている。
2022年にアイデアボックス2.0をリリースし、これまで政府向けに提供してきたアイデアボックスを自治体向けに再開発し、Saasサービスとして再提供する事にした。

## 沿革
- 2010年
  - 5月19日 - 設立。創業者は高木祐介。
  - 6月22日 - 経済産業省からの受託事業において、国土交通省に協力し休暇分散化政策についてのアンケートを休暇分散化アイディアボックスとして実施
  - 7月2日 - 東京大学公共政策大学院において、サイト上で参加者が政策ディスカッションをしていく仕組みを体験実習する試みとして、集団の知恵（WoC）プロジェクトが行われ、授業への協力を行う。
  - 8月6日 - 経済産業省からの受託事業において、ツイッターを利用した政府／地方自治体の取組集として”がばったー”を開始した。
  - 9月10日 - オープンソースカンファレンス2010.Governmentにて代表の高木祐介がオープンガバメントをテーマに講演を行う[6]。
  - 9月24日 - 経済産業省からの受託事業において、内閣府国民の声室に協力し国民の声アイディアボックスを実施[7]。
  - 9月28日 - 内閣官房からの受託事業において、元気な日本復活特別枠に関する評価会議」による政策コンテストのサイト構築。
  - 10月12日 - 内閣官房からの受託事業において、元気な日本復活特別枠に関する評価会議のサイト構築[8]。
- 2011年
  - 3月3日 - 経済産業省からの受託事業において、文部科学省に協力しEmpower your future !当事者就活熟議を実施
  - 5月18日 - 海江田万里経済産業大臣（第14代)より、がばったーが東日本大震災におけるデマ拡散の防止に役立ったとして感謝状を贈呈された。
  - 7月1日 - 内閣官房からの受託事業において、政府の節電ポータルサイトに、政府の節電ポータルサイト「節電.go.jp」を実施。内閣官房からの受託事業において、国民の節電意識の向上と、広く節電アイディアを募集する為に、節電アイディアボックスを実施。
  - 7月2日 - 2010年に引き続き東京大学公共政策大学院において、サイト上で参加者が政策ディスカッションをしていく仕組みを体験実習する試みとして、集団の知恵（WoC）プロジェクトが行われ、授業への協力を行う。株式会社自動処理としては2回目の協力。
- 2012年6月19日 - 2011年に引き続き東京大学公共政策大学院において、サイト上で参加者が政策ディスカッションをしていく仕組みを体験実習する試みとして、集団の知恵（WoC）プロジェクトが行われ、授業への協力を行う。株式会社自動処理としては3回目の協力。
- 2013年
  - 2月1日 - 経済産業省からの受託事業において、オープンデータアイディアボックスのサイト構築。
  - 5月14日 - 2012年に引き続き東京大学公共政策大学院において、サイト上で参加者が政策ディスカッションをしていく仕組みを体験実習する試みとして、集団の知恵（WoC）プロジェクトが行われ、授業への協力を行う。株式会社自動処理としては4回目の協力[9]。
  - 10月16日 - 経済産業省からの受託事業において、政府CIOポータルのサイト構築[10]。
- 2016年
  - 2月16日 - 経済産業省からの受託事業において、デジタルガバメントアイディアボックスのサイト構築[11]。
  - 6月 - 代表の高木祐介が総務省地域情報化アドバイザーに任命。
- 2017年
  - 2月16日 - 内閣官房からの受託事業において、デジタルガバメントアイディアボックス2017のサイト構築[12][13]。
  - 6月 - 代表の高木祐介が総務省地域情報化アドバイザーに任命。高木祐介としては2年目。
  - 7月19日 - 経済産業省、PwCあらた有限責任監査法人からの受託事業において、BigData-STATS「ビッグデータスタッツ」のサイト構築[14]。
  - 8月1日 - 内閣官房からの受託事業において株式会社自動処理が作成した、API設計・運用実践ガイドブック、APIテクニカルガイドブック、コード（分類体系）設計・運用実践ガイドブックが公開された[15][16][17]。
- 2018年8月10日 - 代表の高木祐介が情報処理推進機構からの依頼において、情報共有基盤 技術検討ワーキンググループのステアリングコミッティに就任。[18]。
- 2020年
  - 5月13日 - Code for Japanと協力しVS COVID-19アイディアボックスを構築[19][20]
  - 9月15日 - Govtech Conference Japan #04に登壇し、代表の高木祐介がアイディアボックスについてのパネルティスカッションに参加[21]
  - 10月9日 - 内閣官房からの受託事業において、デジタル改革アイデアボックスのサイト構築[22][23][24]。
- 2021年4月1日 - 内閣官房からの受託事業において、デジタル改革アイデアボックスのサイトの運用事業を継続受託。東京都からの受託事業において、東京データプラットフォーム データ整備事業を受託。
- 2022年
  - 1月6日 - 意見募集プラットフォーム『アイデアボックス2.0』リリース[5]。
  - 3月29日 - 東京都からの受託事業において、東京データプラットフォーム データ整備事業報告会にてデータ整備がなぜ必要か[25]の発表を行った[26]。
  - 4月1日 - デジタル庁の受託事業において、『デジタル庁アイデアボックス』を提供[27][28][29][30]。

## 製品とサービス
- アイデアボックス
- Excelアンケートシステム[31]
- API標準化コンサルティングサービス

### アイデアボックス
国民参加を促すシステムとして2020年時点で国民が討論しながら政策アイデアを募集する国内唯一のサービスだった。
政府などで良く実施されているパブリックコメントなどの場合、意見募集を行うと意見が公開されない為、一方的な意見になりやすい。
アイデアボックスにて意見を募集した場合には、意見に対してコメントが付く為、一方的な意見には異論が付き、意見を投稿した本人も、意見を募集している担当部署も異論のあるアイデアだと認識が出来る為、一方的な意見になりにくい特徴がある。
また従来の方法よりも大量に意見が集まるが、集まった意見をタグやキーワードにて、分析する仕組みがある為、効率的に意見を分類集約することが可能になっている。
契約から意見募集までのスタートが早い事や、運用支援用のコミュニティが無償で利用できる事、AIを利用した議論の分類や建設的な意見の取りまとめにより、管理者が見るべき意見を抽出しやすい仕組みがある事が特徴になっている。
2020年10月9日から実施されたデジタル改革アイデアボックスでは、デジタル庁創設に向けてのアイデア募集を行い、11月8日の1カ月間でユーザー登録数約3200人、アイデア投稿数3300件、コメント数9500件以上の意見を集めた。

## 事業所
- 本社 - 東京都中央区勝どき2丁目4-12

## 関連団体
- オープンビジネスソフトウェア協会
- オープンデータ流通推進コンソーシアム
- Code For Japan
- オープン・ナレッジ・ファウンデーション・ジャパン